# Локомотив (стадион, Псков)
«Локомотив» — стадион в г. Пскове. Расположен по адресу улица Яна Фабрициуса, 18, недалеко от железнодорожного вокзала. В 2005—2020 годах назывался «Спортивный Комплекс 747».

## История
Сооружение стадиона началось в Пскове летом 1939 г. Его начало строить спортивное общество «Локомотив» Октябрьской железной дороги. В 1939 году предполагалось закончить строительство первой очереди (футбольное поле, волейбольная, баскетбольная и городошная площадки, беговые дорожки) однако, завершить не удалось.
В 1958 году на стадионе «Локомотив» проводились футбольные матчи на Первенство Октябрьской железной дороги
В начале 90-х годов, когда стадион принадлежал железной дороге, было начато строительство административного здания. Через некоторое время стройка остановилась. Долгостроем жители города любовались около 10 лет. 23 августа 2005 г. рухнули перекрытия недостроенного здания. После этого аварийный объект был разобран.
27 апреля 2005 года стадион был передан в долгосрочную аренду компании «Авто-Лада», получив название «Спортивный комплекс 747», в 2020 году вернулся в городскую собственность, возвратив себе историческое название.

## Реконструкции
Реконструкция стадиона началась в 2005 году, тогда же было принято решение о смене названия на «Спортивный Комплекс 747» (с прежнего «Локомотив»). Было уложено искусственное футбольное поле размером 110×70 м. (площадью 7700 кв.м.). Искусственное поле, уложенное в октябре 2006 года, принадлежит к пятому технологическому поколению, покрытие такого класса впервые было выложено РФС именно в Пскове. Торжественное открытие газона, постеленного в рамках программы «Подарим детям стадион», состоялось 28 апреля 2007 года во время визита в город президента РФС Виталия Мутко. Также, на территории комплекса находится мини-футбольное поле. Стадион располагает собственной автостоянкой на 100 автомобилей.
В 2000-х годах к единственной капитальной (кирпич) трибуне добавились две из легковозводимых металоконструкций, установлены пластиковые сидения. Вместимость расширена до 3050 человек. Имеется электронное табло. Навесы (козырьки) над трибунами отсутствуют.
В 2011 году было заменено искусственное покрытие футбольного поля.
В 2020 году прошли ремонтные работы в рамках нацпроекта «Демография» (подпроект «Спорт — норма жизни»), включавшие в себя замену искусственного покрытия футбольного поля и обновление беговых дорожек. Кирпичная трибуна и находящиеся внутри неё подтрибунные помещения требуют серьёзного ремонта.

## Спортивные события
На стадионе проводятся соревнования городского и регионального уровня. Так, в 2015 году проводился зональный этап Кубка РФС среди юношей 1998 г.р..
В 2008—2019 годах на стадионе проводились матчи Второго дивизиона / Первенства ПФЛ («Запад»), игры Кубка России. Являлся домашним стадионом для клуба «Псков-747» . В 2020—2021 годах — матчи первенства III дивизиона и Кубка МРО «Северо-Запад», в 2021 — игры дивизиона «Северо-Запад» Юношеской футбольной лиги.